# Mniszek błotny
Mniszek błotny (Taraxacum palustre (Lyons) Symons) – gatunek różnie ujmowany z rodziny astrowatych (Asteraceae) lub sekcja sect. Palustria w obrębie rodzaju mniszek (Taraxacum), odpowiadająca ujęciem gatunkowi zbiorowemu Taraxacum palustre aggr.

## Charakterystyka morfologiczna
Mniszki błotne odznaczają się przede wszystkim liśćmi niepodzielonymi, zatokowo wrębnymi, a jeśli klapowanymi, to o nieskomplikowanym wzorze morfologicznym oraz liśćmi okrywy przylegającymi lub wzniesionymi, często błoniasto obrzeżonymi. Pyłek występuje lub go brak. Niełupki szarobrązowe lub barwy słomkowej.

## Systematyka, liczba gatunków, kariologia, występowanie
Taraxacum sect. Palustria (H.Lindb.) Dahlst. to jedna z kilkudziesięciu sekcji w obrębie rodzaju Taraxacum; jej typem jest Taraxacum suecicum G.E.Haglund, znany ze Szwecji, Finlandii, Danii i Estonii. Natomiast Taraxacum palustre (Lyons) Symons s.s. jest gatunkiem znanym z zachodniej części Niemiec, Belgii, Holandii, północnej Francji i Anglii; w Polsce żaden z tych gatunków nie występuje. 
Według danych z monografii autorstwa Jana Kirschnera i Jana Štěpánka, opublikowanej w 1998, w obrębie sekcji opisano 127 gatunków. Są to w przeważającej większości apomikty, najczęściej triploidy, ale też tetraploidy, pentaploidy i heksaploidy; znane są dwa diploidy rozmnażające się płciowo. Z Polski podano 23 gatunki. 
Przedstawiciele sekcji Palustria występują w Europie i na niektórych przyległych obszarach Azji. Są to bez wyjątku gatunki środowisk wilgotnych. 

## Historia badań
W pierwszej (i jedynej) światowej monografii mniszków autorstwa Heinricha von Handel-Mazzettiego (1907) obecnemu ujęciu sekcji Palustria odpowiadają dwa gatunki. 
Zasadnicze znaczenie dla znajomości sekcji miały badania Johannesa Leenderta van Soesta. Zgodnie z jego podejściem i z ogólną tendencją w systematyce botanicznej, mikrogatunki apomiktyczne ujmuje się obecnie w randze gatunków; jednak ze względu na to, iż nierzadko pewnego oznaczenia mogą dokonać jedynie specjaliści od danej grupy, ze względów praktycznych całkowicie dopuszczalne jest oznaczanie do poziomu gatunku zbiorowego Taraxacum palustre aggr.
W Polsce badania taraksakologiczne prowadziła Janina Małecka; w 1972 opisała dwa nowe gatunki mniszków błotnych. Pierwsze opracowanie sekcji wykonał dla Flory polskiej Tadeusz Tacik; obejmowało ono 16 gatunków. Monografię sekcji Palustria w Polsce przygotowała Jolanta Marciniuk.